# 한스 루터
한스 루터(독일어: Hans Luther, 1879년 3월 10일 ~ 1962년 5월 11일)는 독일의 법률가, 재정가, 정치인이다. 바이마르 공화국 시절인 1925년 1월 15일부터 1926년 5월 12일까지 독일의 총리를 지냈다.
베를린 출생으로, 킬 대학교, 제네바 대학교, 베를린 대학교에서 법학을 공부하였고, 1904년 법학 박사 학위를 취득하였다. 졸업 후에는 관리의 길을 걸어, 1907년 마그데부르크 참사회 의원, 에센 시장 (1918년~1922년) 을 지냈다.
1922년 12월 빌헬름 쿠노 내각에서 식량·농업장관으로 지명되었으며, 1923년 10월 구스타프 슈트레제만 정권에서는 재무장관에 임명돼, 훗날 독일 제국 은행 총재, 히틀러 정권 경제장관을 지내는 햘마르 샤흐트 (Hjalmar Schacht)를 재무부 특별통화위원에 임명해 제1차 세계 대전 후의 극심한 인플레이션 완화에 기여하였다.
1925년 1월 중앙당, 독일 인민당 (DVP), 독일 민주당 (DDP) 외, 처음으로 우파 민족주의 정당인 독일 국가인민당 (DNVP) 이 포함된 연립 내각을 조직하고, 독일의 총리가 되었다. 1925년 2월 말부터 4월 초까지 대통령 권한대행을 맡았다. 1925년 10월 외무장관 슈트레제만과 함께 로카르노 조약을 성사시켰으며, 조약 체결 이후 사퇴했으나, 다시 총리 직을 맡아 단명으로 끝난 소수당 내각을 이끌었다.
1930년 3월부터 1933년 3월까지 독일 제국 은행 총재를 지냈고, 1933년 정권을 장악한 아돌프 히틀러 내각의 고용 창출 정책은 지지했으나, 통화 정책으로 대립해 경질되었다. 이 해부터 1937년까지 주미대사를 지냈으며, 제2차 세계 대전 기간 동안에는 은둔 생활을 하였다.
전후에는 서독 정부의 비공식 자문 위원을 맡았으며, 1962년 뒤셀도르프에서 사망하였다.